# Morgan Hen Fawr
Morgan Hen Fawr, conosciuto anche con il patronimico Morgan ab Owain (... – 974 circa), è stato un re gallese, sovrano del regno di Morgannwg, che da lui prese il nome. Regnò dal 930 fino alla sua morte, avvenuta nel 973, 974 o 975.
Nel 931, Morgan fu uno dei sovrani gallesi che si sottomisero alla signoria di Aethelstan e lo assistette alla corte di Hereford.
Morgan unì gli ex regni di Gwent e Glywysing nel 942 sotto il nome di Morgannwg, ma essi furono nuovamente divisi subito dopo la sua morte, rimanendo separati fino al 1055 circa.